# 和田一詩
和田 一詩 （わだ かずし、1995年1月6日 - ）は、愛知県東海市出身のミュージカル俳優、元プロ野球選手（投手）。野球選手として、2018年の1シーズン、四国アイランドリーグplus・徳島インディゴソックスでの在籍歴がある。

## 来歴
ミュージカルに関心を持ったのは、小学生の頃に接した『ライオン・キング』だったという。一方、読売ジャイアンツ（巨人）を応援する野球ファンでもあり、地元の少年野球チームに加入し、中学校では野球部に入ったが、進学した愛知県立知多翔洋高等学校では吹奏楽部所属であった。3年生の時に、まったくの独学で劇団四季のオーディションに合格、研究生を経て『ライオン・キング』『李香蘭』などに出演した。2015年に四季を退団してフリーのミュージカル俳優となる。2017年に劇団四季の同期とTHEATRE UBUNTUを立ち上げ、演劇プロデューサーとしても活動する。
2017年6月に先輩の俳優とキャッチボールをしたことで野球への関心が再燃、その直後巨人が入団テストを3ヶ月後に開くと知り、ランニングや投げ込みなどのトレーニングに打ち込んだ。9月に巨人の入団テストを受験し、1次選考に残る（不合格）。11月に埼玉県川越市でおこなわれた四国アイランドリーグplusのトライアウトに参加して1次合格、続いて香川県丸亀市でおこなわれた2次選考に合格して徳島より指名を受けた。2018年は開幕時点では出場登録されていたが、直後に練習生に降格し、以後シーズン終了まで登録復帰できずに公式戦出場はなかった。シーズン終了後の11月1日、退団（任意引退）が発表された。球速は140km/hまで上がったが、右腕を故障したと後に報じられている。在籍中には鳴門市で地元の団体とミュージカルの自主製作もおこなった。
徳島に在籍したことで四国に愛着がわき、2019年は愛媛県東温市の「坊っちゃん劇場」に出演した。同年5月には東温市の観光大使にも就任した（任期1年）。
2020年より鳴門市で「地域おこし協力隊」として活動している一方、学生野球の指導者資格取得も目指していると報じられ、2022年2月2日に学生野球資格回復認定者となったことが公示された。

## 詳細情報

### 背番号
- 53 （2018年）